# Coupable
Coupable je francouzský hraný film, který natočila režisérka Laetitia Massonová podle vlastního scénáře. Hráli v něm například Hélène Fillières, Jérémie Renier, Amira Casar, Denis Podalydès, Dinara Droukarova a další. Premiéru měl 8. ledna 2008 na Berlínském mezinárodním filmovém festivalu. Ve Francii byl uveden 27. února toho roku. Jde o kriminální film, sledující události, které následují po vraždě muže, z níž je obviněna jeho manželka.